# Іцкань
Іцкань, Іцкані, або Яцкани (рум. Ițcani) — село у повіті Бакеу в Румунії. Входить до складу комуни Плопана.
Село розташоване на відстані 264 км на північ від Бухареста, 28 км на північний схід від Бакеу, 58 км на південний захід від Ясс.

## Населення
За даними перепису населення 2002 року у селі проживали 302 особи, усі — румуни. Усі жителі села рідною мовою назвали румунську.

## Історія
За давньою молдавською легендою про заснування Молдавського князівства село засноване у середині XIV століття русинами з околиць Снятина на чолі з пасічником Яцьком, на честь якого поселення і було назване. Згідно з легендою, мармароський боярин Драгош з супутниками під час полювання в долині річки Сучави зустріли пасічника-русина Яцька. Дізнавшись від Яцька, що ця земля нікому не належить, Драгош привів у Молдову з Мармороша своїх людей-волохів, а Яцько своїх земляків-русинів.